# Dave Weiner
Dave Weiner (David Jason Weiner, 24 de septiembre de 1976) es un guitarrista estadounidense, reconocido por ser uno de los músicos de la banda de gira de Steve Vai. También administra un canal de vídeos de instrucción de guitarra en YouTube llamado "Riff of the Week".
Weiner ha grabado tres álbumes como solista. El primero de ellos, titulado Shove the Sun Aside, fue publicado en junio de 2004 por la discográfica Meyer Jane Music y relanzado en marzo de 2005 por Favored Nations. Su segundo disco, On Revolute, fue lanzado al mercado en 2010. Su tercer trabajo discográfico contiene diez canciones acústicas y se titula A Collection of Short Stories: Vol. 1.

## Discografía
- Shove the Sun Aside (2004)
- Shove the Sun Aside (Relanzamiento) (2005)
- On Revolute (2010)
- A Collection of Short Stories: Vol. 1 (2012)